# Новосілківська сільська рада (Борисовський район)
Новосілківська сільська рада (біл. Навасёлкаўскі сельсавет) — колишня адміністративно-територіальна одиниця в складі Борисовського району розташована в Мінській області Білорусі. Адміністративним центром було село — Новосілки.
Новосілківська сільська рада була розташована на межі центральної Білорусі, на північному сході Мінської області орієнтовне розташування — супутникові знімки, східніше районного центру Борисов.
Рішенням Мінської обласної ради депутатів від 28 травня 2013 року, щодо змін адміністративно-територіального устрою Мінської області, сільську раду було ліквідовано.
До складу сільради входили 7 населених пунктів:
- Вишній Стан • Заросле • Лобачиха • Млехове • Новосілки • Раннє • Ратутичі.